# 너를 정리하는 법
너를 정리하는 법(Happy Old Year)은 태국에서 제작된 나와폰 탐롱라타라닛 감독의 2019년 드라마 영화이다. 추티몬 추엥차로엔수키잉 등이 주연으로 출연하였다.

## 출연
- 추티몬 추엥차로엔수키잉
- 써니 수완메타논트
- 아파시리 니띠폰